# حراك تونس الإرادة
حراك تونس الإرادة (بالفرنسية: Mouvement Tunisie Volonté)‏ هو حزب سياسي تونسي أسسه الرئيس التونسي السابق المنصف المرزوقي في 20 ديسمبر 2015. هذا الحراك هو نتيجة تحويل حراك شعب المواطنين إلى حزب سياسي، واندماج حزب المؤتمر من أجل الجمهورية فيه.

في 2 يناير 2017، أعلن حزب المؤتمر من أجل الجمهورية في بيان له أن المحكمة الابتدائية بتونس قررت بعدم سماع الدعوى في القضية التي قدمها رافضوا الاندماج، ما يعني تأكيد قرار الاندماج في حراك تونس الإرادة وإنهاء الوجود القانوني لحزب المؤتمر، مؤكدا في نفس الوقت أن أبواب حراك تونس الإرادة مفتوحة لكل المقتنعين بأفكاره.

## التاريخ
تأسس الحزب في 20 ديسمبر 2015 وهو نفس يوم انعقاد مؤتمره التأسيسي. طلب تأشيرة الحزب قدمت في 17 ديسمبر 2015.

المنصف المرزوقي مؤسس الحزب ورئيسه، هو رئيس الجمهورية التونسية السابق، وهو مناضل سابق ضد حكم زين العابدين بن علي، وقام في 2001 بتأسيس حزب المؤتمر من أجل الجمهورية. بعد الثورة التونسية، وعند وصوله في ديسمبر 2011 للرئاسة، استقال المرزوقي من حزبه المؤتمر لوجوب استقلالية رئيس الجمهورية. بعد خسارته في الدورة الثانية من الانتخابات الرئاسية التونسية 2014، أعلن المرزوقي عن تأسيس حراك شعب المواطنين، والذي أقيم مؤتمره التأسيسي في 25 أبريل 2015. قام المرزوقي في 17 ديسمبر من نفس السنة بتحويل حراك شعب المواطنين إلى حزب سياسي وقدم طلب التأشيرة لوزارة الداخلية تحت اسم حراك تونس الإرادة، واندمج في الحزب الجديد حزب المؤتمر من أجل الجمهورية.

بفضل اندماج حزب المؤتمر من أجل الجمهورية في هذا الحزب الجديد، أصبح لدى الحراك مباشرة 4 نواب في مجلس نواب الشعب الذي كانوا يعملون تحت راية المؤتمر.

## الهيئات

### المكتب التنفيذي
- الأمين العام والناطق الرسمي: خالد طراوري.
- مسؤول العلاقات الخارجية: محمود بالسرور.
- مسؤول الملفات السياسية: زهير إسماعيل.
- مسؤول الثقافة والاعلام والتواصل: مامية البنا.
- مسؤول التخطيط والجماعات المحلية: مبروك الحريزي.
- مسؤول الشؤون القانونية وأمانة المال: لمياء الخميري.
- مسؤول التكوين: الأمين البوعزيزي.
- مسؤول بالملفات الاقتصادية: الصادق جبنون.
- مسؤول العلاقة بالأحزاب والمنظمات الوطنية:.
- مسؤول العلاقة مع المجتمع المدني: إيمان الجزيري.
- مسؤول الهيكلة: ليث الأخوة.
- مسؤول بالملفات الاجتماعية والمهجر: إيناس الجديدي.
- مسؤول الشباب والطلبة: خليد بالحاج.
- مسؤول بملفات الأسرة والتربية: ربيع العابدي.

### نواب الرئيس واللجان
نواب رئيس الحزب ورؤساء لجان الهيئة السياسية:
- رئيس لجنة التقييم والمتابعة: عماد الدايمي.
- رئيس لجنة الاستراتيجيا والسياسات: درة بن إسماعيل.
- رئيس لجنة البرامج: عبد الباسط السماري.

### الهيئة السياسية
تتكون الهيئة السياسية للحزب من 61 شخص، من بينهم وزراء ونواب في المجلس الوطني التأسيسي السابق ومجلس نواب الشعب، وهم:
| - المنصف المرزوقي - بشير النفزي - سليم بن حميدان - طارق الكحلاوي - عدنان منصر - عماد الدايمي - مامية البنا - مبروك الحريزي - عمر الشتوي - العربي بن صالح عبيد - أحمد بلقاسم - ابتسام الطريقي - إبراهيم بن سعيد | - الحبيب بوعجيلة - الحبيب بن وغرم - الصادق جبنون - إيمان الجزيري - إيناس الجديدي - بلقاسم شامخ - جمال الطوير - جنيدي طالب - خالد الطراولي - خاليد بلحاج - درة إسماعيل - ربيع العابدي | - زبير المولهي - زهير إسماعيل - سامي الصدقي - سيف الاسلام الفجاري - شاكر الحوكي - شريفة اللزام - صبري دخيل - نعيم بركاوي - عبد الباسط السماري - عبد السلام شعبان - عبد الواحد اليحياوي - عصام العياري - عفاف بوثمنة | - علي بوعلي - عامر عياد - عمر السيفاوي - غسان المانع - غسان المرزوقي - قيس مطر - كريم السمعلي - لطفي النالوتي - لمياء الخميري - لمياء بن عياد - الأمين البوعزيزي - ليث الاخوة | - ليلى الفيل - محمد علي الفرشيشي - محمود بالسرور - مريم دابي - منى بن نصر - نبيل عبد الناظر - رضا العجمي - نجوى ثابت كحيلة - هويدا دحبال - هشام بن حمادو - وسام ياسين - ياسين الرقيق |

## النشيد
تم تقديم نشيد الحراك أثناء المؤتمر التأسيسي وكلماته هي:

## مقالات ذات صلة
- حراك شعب المواطنين
- المنصف المرزوقي
- المؤتمر من أجل الجمهورية

## روابط خارجية
- الموقع الرسمي.
- الصفحة الرسمية للحراك على الفيسبوك.